# Mads Kikkenborg
Mads Kikkenborg (Esbjerg, 7 ottobre 1999) è un calciatore danese, portiere dell'Anderlecht.

## Carriera

### Club
Ha giocato nel settore giovanile dell'Esbjerg. Nel gennaio del 2020 è stato ceduto in prestito al Sydvest con cui ha giocato i suoi primi incontri ufficiali in 2. Division. Rientrato al termine della stagione, ha debuttato in prima squadra il 1º settembre contro il Glamsbjerg ed in seguito ha rinnovato il contratto fino al 2024.
Il 28 luglio 2021 Kikkenborg ed altri giocatori del club hanno inoltrato una lettera alla proprietà in cui accusavano l'allenatore Peter Hyballa di violenza fisica e psicologica. Il 4 agosto 2021 ha risolto il suo contratto di comune accordo con la società e cinque giorni dopo si è accordato con il Lyngby con cui ha firmato un triennale. Subito promosso al termine della prima stagione, il 28 agosto 2022 ha debuttato in Superligaen nell'incontro perso per 2-1 contro il Viborg.
Il 27 gennaio 2024 è stato acquistato dall'Anderlecht con cui ha firmato un contratto fino al 2028.

### Nazionale
Ha giocato nella nazionale danese Under-19.

## Statistiche

### Presenze e reti nei club
Statistiche aggiornate al 27 marzo 2025.
| Stagione        | Squadra         | Campionato      | Campionato | Campionato | Coppe nazionali | Coppe nazionali | Coppe nazionali | Coppe continentali | Coppe continentali | Coppe continentali | Altre coppe | Altre coppe | Altre coppe | Totale | Totale | Totale |
| Stagione        | Squadra         | Comp            | Pres       | Reti       | Comp            | Pres            | Reti            | Comp               | Pres               | Reti               | Comp        | Pres        | Reti        | Pres   | Reti   |        |
| --------------- | --------------- | --------------- | ---------- | ---------- | --------------- | --------------- | --------------- | ------------------ | ------------------ | ------------------ | ----------- | ----------- | ----------- | ------ | ------ | ------ |
| 2019-2020       | Sydvest         | 2D              | 7          | -9         | CD              | 0               | 0               |                    | -                  | -                  |             | -           | -           | 7      | -9     |        |
| 2020-2021       | Esbjerg         | 1D              | 24         | -27        | CD              | 2               | -1              |                    | -                  | -                  |             | -           | -           | 26     | -28    |        |
| ago. 2021       | Esbjerg         | 1D              | 1          | -1         | CD              | 0               | 0               |                    | -                  | -                  |             | -           | -           | 1      | -1     |        |
| 2021-2022       | Lyngby          | 1D              | 6          | -4         | CD              | 0               | 0               |                    | -                  | -                  |             | -           | -           | 6      | -4     |        |
| 2022-2023       | Lyngby          | SL              | 26         | -37        | CD              | 1               | -2              |                    | -                  | -                  |             | -           | -           | 27     | -39    |        |
| 2023-gen. 2024  | Lyngby          | SL              | 17         | -27        | CD              | 3               | -6              |                    | -                  | -                  |             | -           | -           | 20     | -33    |        |
| gen.-giu. 2024  | Anderlecht      | D1              | 0          | 0          | CB              | 0               | 0               |                    | -                  | -                  |             | -           | -           | 0      | 0      |        |
| 2024-2025       | Anderlecht      | D1              | 2          | -2         | CB              | 1               | 0               | UEL                | 1                  | -4                 |             | -           | -           | 4      | -6     |        |
| Totale carriera | Totale carriera | Totale carriera | 83         | -107       |                 | 7               | -9              |                    | 1                  | -4                 |             | -           | -           | 91     | -120   |        |